# Поросозеро (озеро, Суоярвский район)
Поросозеро — пресноводное озеро на территории Поросозерского сельского поселения Суоярвского района Республики Карелии.

## Общие сведения
Площадь озера — 1,2 км², площадь водосборного бассейна — 3400 км². Располагается на высоте 164 метров над уровнем моря.
Форма озера продолговатая: оно на два с половиной километра вытянуто с северо-запада на юго-восток. Берега каменисто-песчаные, преимущественно возвышенные.
Через озеро течёт река Суна.
Рыба: щука, плотва, лещ, окунь, сиг, ряпушка, налим, ёрш.
На берегах водоёма располагается одноимённый посёлок.
Код объекта в государственном водном реестре — 01040100211102000017968.

## Панорама

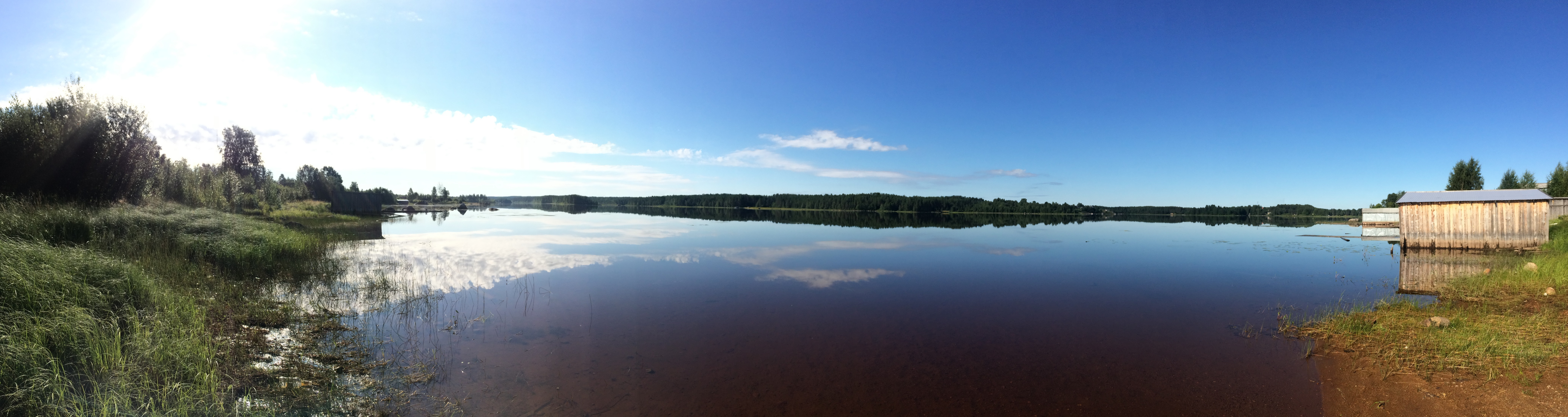
Панорама